# Barbosa (Antioquia)
Pour les articles homonymes, voir Barbosa.
Barbosa est une municipalité située dans le département d'Antioquia, en Colombie.

## Personnalités liées à la municipalité
- Diana García (1982-) : coureuse cycliste née à Barbosa.